# NGC 3683
NGC 3683 este o galaxie spirală situată în constelația Ursa Mare. A fost descoperită în 18 martie 1790 de către William Herschel. Se află la o distanță de 32,06 de megaparseci de Pământ.